# وايت بلينس (نيويورك)
وايت بلينس (بالإنجليزية: White Plains)‏ هي مدينة في ولاية نيويورك الأمريكية. بلغ عدد سكانها 53,077 نسمة حسب تعداد سنة 2000. ويبلغ عددهم حسب تقدير 2007 حوالي 57,398 نسمة.

## التركيبة السكانية
حدّد مكتب تعداد الولايات المتحدة بيانات التركيبة السكانية لوايت بلينس في تعداد الولايات المتحدة. في ما يلي، التركيبة السكانية حسب تعدادي 2000 و2010.

### تعداد عام 2000
بلغ عدد سكان وايت بلينس 53,077 نسمة بحسب تعداد عام 2000، وبلغ عدد الأسر 20,921 أسرة وعدد العائلات 12,704 عائلة مقيمة في المدينة. في حين سجلت الكثافة السكانية 2,073.3 نسمة لكل كيلومتر مربع (5,369.8/ميل2). وبلغ عدد الوحدات السكنية 21,576 وحدة بمتوسط كثافة قدره 842.8 لكل كيلومتر مربع (2,182.8/ميل2).
وتوزع التركيب العرقي للمدينة بنسبة 64.93% من البيض و15.91% من الأمريكيين الأفارقة و0.34% من الأمريكيين الأصليين و4.50% من الأمريكيين ذوي الأصول الآسيوية و0.07% من سكان جزر المحيط الهادئ و10.37% من الأعراق الأخرى و3.88% من عرقين مختلطين أو أكثر و23.51% من الهسبانيون أو اللاتينيون من أي عرق.
بلغ عدد الأسر 20,921 أسرة كانت نسبة 29.6% منها لديها أطفال تحت سن الثامنة عشر تعيش معهم، وبلغت نسبة الأزواج القاطنين مع بعضهم البعض 45.7% من أصل المجموع الكلي للأسر، ونسبة 11.3% من الأسر كان لديها معيلات من الإناث دون وجود شريك، بينما كانت نسبة 3.7% من الأسر لديها معيلون من الذكور دون وجود شريكة وكانت نسبة 39.3% من غير العائلات. تألفت نسبة 33.4% من أصل جميع الأسر من عدة أفراد يعيشون في نفس المنزل ونسبة 11.8% كانت تتألف من شخص يعيش بمفرده يبلغ من العمر 65 عاماً أو أكثر. وبلغ متوسط حجم الأسرة المعيشية 2.47، أما متوسط حجم العائلات فبلغ 3.14.
بلغ العمر الوسطي للسكان 38.1 عاماً. وكانت نسبة 20.8% من القاطنين تحت سن الثامنة عشر، وكانت نسبة 7.2% بين الثامنة عشر والرابعة والعشرين عاماً، ونسبة 32% كانت واقعةً في الفئة العمرية ما بين الخامسة والعشرين والرابعة والأربعين عاماً، ونسبة 23.3% كانت ما بين الخامسة والأربعين والرابعة والستين، ونسبة 13.9% كانت ضمن فئة الخامسة والستين عاماً فما فوق. يوجد لكل 100 أنثى 91.1 ذكر، ويوجد لكل 100 أنثى في الثامنة عشر من عمرها فما فوق 87.1 ذكر.
بلغ متوسط دخل الأسرة في المدينة 58,545 دولارًا، أما متوسط دخل العائلة فبلغ 71,891 دولارًا. وكان متوسط دخل الذكور 47,742 دولارًا مقابل 36,917 دولارًا للإناث. وسجل دخل الفرد الخاص بالمدينة 33,825 دولارًا. وكانت نسبة 6.5% من العائلات ونسبة 9.8% من السكان تحت خط الفقر، وكان من هؤلاء نسبة 13% تحت سن الثامنة عشر ونسبة 7.2% في الخامسة والستين من العمر وما فوق.

### تعداد عام 2010
بلغ عدد سكان وايت بلينس 56,853 نسمة بحسب تعداد عام 2010، وبلغ عدد الأسر 22,910 أسرة وعدد العائلات 13,310 عائلة مقيمة في المدينة. في حين سجلت الكثافة السكانية 2,220.8 نسمة لكل كيلومتر مربع (5,751.8/ميل2). وبلغ عدد الوحدات السكنية 24,382 وحدة بمتوسط كثافة قدره 952.4 لكل كيلومتر مربع (2,466.7/ميل2).
وتوزع التركيب العرقي للمدينة بنسبة 63.63% من البيض و14.19% من الأمريكيين الأفارقة و0.69% من الأمريكيين الأصليين و6.37% من الأمريكيين ذوي الأصول الآسيوية و0.04% من سكان جزر المحيط الهادئ و11.12% من الأعراق الأخرى و3.95% من عرقين مختلطين أو أكثر و29.62% من الهسبانيون أو اللاتينيون من أي عرق.
بلغ عدد الأسر 22,910 أسرة كانت نسبة 27.3% منها لديها أطفال تحت سن الثامنة عشر تعيش معهم، وبلغت نسبة الأزواج القاطنين مع بعضهم البعض 43.5% من أصل المجموع الكلي للأسر، ونسبة 10.7% من الأسر كان لديها معيلات من الإناث دون وجود شريك، بينما كانت نسبة 3.9% من الأسر لديها معيلون من الذكور دون وجود شريكة وكانت نسبة 41.9% من غير العائلات. تألفت نسبة 35.3% من أصل جميع الأسر من عدة أفراد يعيشون في نفس المنزل ونسبة 12.2% كانت تتألف من شخص يعيش بمفرده يبلغ من العمر 65 عاماً أو أكثر. وبلغ متوسط حجم الأسرة المعيشية 2.40، أما متوسط حجم العائلات فبلغ 3.12.
بلغ العمر الوسطي للسكان 39.2 عاماً. وكانت نسبة 20.2% من القاطنين تحت سن الثامنة عشر، وكانت نسبة 7.6% بين الثامنة عشر والرابعة والعشرين عاماً، ونسبة 30.6% كانت واقعةً في الفئة العمرية ما بين الخامسة والعشرين والرابعة والأربعين عاماً، ونسبة 26.3% كانت ما بين الخامسة والأربعين والرابعة والستين، ونسبة 15.3% كانت ضمن فئة الخامسة والستين عاماً فما فوق. وتوزع التركيب الجنسي للسكان بنسبة 48.1% ذكور و51.9% إناث.

## المناخ
يظهر الجدول التالي التغييرات المناخية على مدار السنة لوايت بلينس:
| البيانات المناخية لـوايت بلينس    | البيانات المناخية لـوايت بلينس | البيانات المناخية لـوايت بلينس | البيانات المناخية لـوايت بلينس | البيانات المناخية لـوايت بلينس | البيانات المناخية لـوايت بلينس | البيانات المناخية لـوايت بلينس | البيانات المناخية لـوايت بلينس | البيانات المناخية لـوايت بلينس | البيانات المناخية لـوايت بلينس | البيانات المناخية لـوايت بلينس | البيانات المناخية لـوايت بلينس | البيانات المناخية لـوايت بلينس | البيانات المناخية لـوايت بلينس |
| الشهر                             | يناير                          | فبراير                         | مارس                           | أبريل                          | مايو                           | يونيو                          | يوليو                          | أغسطس                          | سبتمبر                         | أكتوبر                         | نوفمبر                         | ديسمبر                         | المعدل السنوي                  |
| --------------------------------- | ------------------------------ | ------------------------------ | ------------------------------ | ------------------------------ | ------------------------------ | ------------------------------ | ------------------------------ | ------------------------------ | ------------------------------ | ------------------------------ | ------------------------------ | ------------------------------ | ------------------------------ |
| الدرجة القصوى °ف (°م)             | 72 (22)                        | 80 (27)                        | 87 (31)                        | 93 (34)                        | 98 (37)                        | 103 (39)                       | 105 (41)                       | 102 (39)                       | 100 (38)                       | 90 (32)                        | 78 (26)                        | 75 (24)                        | 105 (41)                       |
| متوسط درجة الحرارة الكبرى °ف (°م) | 37.3 (2.9)                     | 40.0 (4.4)                     | 50.5 (10.3)                    | 61.7 (16.5)                    | 73.0 (22.8)                    | 78.7 (25.9)                    | 82.9 (28.3)                    | 81.5 (27.5)                    | 75.7 (24.3)                    | 65.0 (18.3)                    | 52.3 (11.3)                    | 42.3 (5.7)                     | 61.7 (16.5)                    |
| متوسط درجة الحرارة الصغرى °ف (°م) | 27.2 (−2.7)                    | 28.8 (−1.8)                    | 39.3 (4.1)                     | 47.2 (8.4)                     | 60.2 (15.7)                    | 67.3 (19.6)                    | 70.2 (21.2)                    | 67.2 (19.6)                    | 62.8 (17.1)                    | 50.2 (10.1)                    | 39.0 (3.9)                     | 31.6 (−0.2)                    | 49.3 (9.6)                     |
| أدنى درجة حرارة °ف (°م)           | −3 (−19)                       | 0 (−18)                        | 12 (−11)                       | 26 (−3)                        | 37 (3)                         | 45 (7)                         | 50 (10)                        | 47 (8)                         | 36 (2)                         | 30 (−1)                        | 19 (−7)                        | 7 (−14)                        | −3 (−19)                       |
| الهطول إنش (مم)                   | 5.23 (133)                     | 5.02 (128)                     | 5.37 (136)                     | 4.75 (121)                     | 2.79 (71)                      | 2.28 (58)                      | 2.19 (56)                      | 4.37 (111)                     | 4.72 (120)                     | 4.07 (103)                     | 5.14 (131)                     | 5.57 (141)                     | 51.5 (1٬309)                   |
| متوسط تساقط الثلوج إنش (سم)       | 7.9 (20)                       | 7.2 (18)                       | 4.3 (11)                       | 0 (0)                          | 0 (0)                          | 0 (0)                          | 0 (0)                          | 0 (0)                          | 0 (0)                          | 0 (0)                          | 0.7 (1.8)                      | 7.0 (18)                       | 27.1 (68.8)                    |
| متوسط أيام هطول الأمطار           | 14.2                           | 13.2                           | 15.0                           | 10.3                           | 6.7                            | 5.7                            | 5.3                            | 9.2                            | 11.6                           | 10.4                           | 13.8                           | 15.7                           | 115.7                          |
| متوسط الأيام المثلجة              | 3.2                            | 2.5                            | 1.8                            | 0                              | 0                              | 0                              | 0                              | 0                              | 0                              | 0                              | 0.5                            | 2.1                            | 10.1                           |
| المصدر: NOAA                      |                                |                                |                                |                                |                                |                                |                                |                                |                                |                                |                                |                                |                                |

## أعلام
- جورج سميث
- رالف وايت
- مارك زوكربيرغ
- لس بول
- جوزيف كامبل
- أوليفيا هووكر